# 山邑太三郎
山邑 太三郎（やまむら たさぶろう、1880年〈明治13年〉2月13日 - 1928年〈昭和3年〉2月28日）は、日本の政治家。衆議院議員（2期）。

## 経歴
兵庫県菟原郡、のちの武庫郡魚崎村（魚崎町を経て現神戸市東灘区）出身。1897年、大阪高等商業学校卒。日露戦争に従軍し、陸軍二等主計となる。魚崎村会議員、同村長、同町長、武庫郡東郷酒造組合長、東醤油(株)社長、山邑酒造、日章火災海上再保険、名古屋信託各(株)取締役、日章信託、太平洋水産、帝国紡績、日清生命保険各(株)監査役となる。
1920年の第14回衆議院議員総選挙において兵庫4区から無所属で立候補して当選した。1924年の第15回衆議院議員総選挙で落選した。1928年の第16回衆議院議員総選挙において兵庫2区(当時)から立候補して当選した。しかし、当選直後の2月28日に死去した。